# Santi patroni cattolici dei comuni del Piemonte
Lista di santi patroni cattolici dei comuni del Piemonte:

## Provincia di Alessandria
- Altavilla Monferrato: San Giulio
- Alessandria: san Baudolino
- Carpeneto: san Giorgio
- Casale Monferrato: sant'Evasio
- Castellazzo Bormida: santo Stefano
- Montechiaro d'Acqui: san Giorgio
- Molare: san Bernardo
- Ovada: San Paolo della Croce e san Giovanni Battista
- Tortona: San Marziano

## Provincia di Asti
- Antignano: Santo Stefano protomartire
- Asti: san Secondo di Asti
- Calamandrana: Sacro Cuore di Gesù
- Calliano Monferrato:Santi Pietro e Paolo
- Canelli: san Tommaso Apostolo
- Cantarana: San Giovanni Battista
- Nizza Monferrato: san Carlo Borromeo
- Tigliole: San Lorenzo

## Provincia di Biella
- Biella: santo Stefano
- Cerrione: san Giorgio

## Provincia di Cuneo
- Cuneo: san Michele arcangelo
- Alba: San Lorenzo
- Alto: san Michele arcangelo
- Bagnolo Piemonte: San Pietro in Vincoli
- Barge: San Giovanni Battista
- Cherasco: san Virginio
- Frabosa Sottana: san Giorgio
- Margarita: San Leone Magno
- Saluzzo: San Chiaffredo
- Trinità: san Giorgio

## Provincia di Novara
- Novara: san Gaudenzio

## Città metropolitana di Torino
- Torino: San Giovanni Battista
- Airasca: San Bartolomeo
- Andezeno: San Giorgio
- Avigliana: San Giovanni Battista
- Bairo: San Giorgio
- Candiolo: San Giovanni Battista
- Carignano: San Remigio
- Moncenisio: San Giorgio
- Moncalieri: beato Bernardo
- Nichelino: San Matteo
- Pinerolo: San Donato e San Maurizio
- Piscina: San Grato
- San Giorio di Susa: San Giorgio
- Vinovo: San Bartolomeo

## Provincia del Verbano Cusio Ossola
- Verbania: san Vittore il Moro
- Casale Corte Cerro: san Giorgio
- Varzo: san Giorgio

## Provincia di Vercelli
- Vercelli: sant'Eusebio di Vercelli
- Borgosesia: santi Pietro e Paolo
- Borgo Vercelli: santa Maria Assunta in Cielo
- Cigliano: san Emiliano
- Crescentino: san Crescentino
- Fontanetto Po: san Bononio
- Gattinara: san Pietro
- Livorno Ferraris: San Lorenzo
- Palazzolo Vercellese:  san Caio e santa Faustina
- Quarona: san Giovanni Battista
- Salasco: san Giacomo il Maggiore
- Saluggia: san Grato
- Santhià: sant'Agata
- Tricerro: san Giorgio
- Trino: san Bartolomeo
- Valduggia: san Giorgio
- Varallo: san Gaudenzio